# 陽月華
陽月華（1980年9月2日—），日本女演員，是前寶塚歌劇團宙組主演娘役。出生於東京都，東京都立飛鳥高等學校畢業，身高164公分。現為スペースクラフト旗下的藝人。暱稱うめ、ようこ。

## 簡介
- 1998年，進入寶塚音樂學校，為第86期生，同期有前宙組主演男役凰稀かなめ。
- 2000年，寶塚歌劇團入團，初舞台為花組公演『源氏物語　あさきゆめみし』，之後配屬於星組。
- 2002年，接替月影瞳，擔任池田銀行的代言人[2]。
- 2007年2月，就任宙組主演娘役，擔任大和悠河的相手役，披露目為『A/L(アール)-怪盗ルパンの青春-』，大劇場的披露目則為『バレンシアの熱い花／宙FANTASISTA！[3]』。
- 2009年7月5日，於東京寶塚劇場公演『薔薇に降る雨／Amour それは…』千秋樂後退團[4]。

## 寶塚在團期間主要作品

### 星組時代
- 2001年『凡爾賽玫瑰2001』飾演：安德烈（少年時期）/小公女
- 2003年『おーい春風さん』（BOW Hall公演）
- 2003年『巌流』（BOW Hall公演/東京特別）飾演：アンナ
- 2005年『獻給王家的歌（王家に捧ぐ歌）』（中日劇場）飾演：女官アウウィル
- 2005年『長崎しぐれ坂』飾演：本公演-柳麗　新人公演-花魁（本役：松本悠里）
- 2005年『龍星』（梅田藝術劇場/東京特別）飾演：花蓮

### 新人公演女主角
- 2003年『獻給王家的歌』飾演：本公演-女官ターニ　新人公演-アムネリス（本役：檀麗）
- 2004年『1914/愛』飾演：本公演-クロディーヌ　新人公演-アデル（本役：檀麗）
- 2004年『花舞う長安』飾演：本公演-梅妃　新人公演-楊貴妃(玉環)（本役：檀麗）
- 2006年『凡爾賽玫瑰』飾演：本公演-羅莎莉　新人公演-瑪麗‧安東妮（本役：白羽ゆり）
- 2006年『愛するには短すぎる』飾演：本公演-ナンシー・ブラウン/ドリー・マコーミック（分飾二角）　新人公演-バーバラ・オブライエン（本役：白羽ゆり）

### 小劇場女主角
- 2003年『雨に唄えば』飾演：キャシー（日生劇場）
- 2006年『フェット・アンペリアル』飾演：エンマ（Bow Hall）
- 2007年『Hallelujah Go!Go!』飾演：ブレンダ（Bow Hall）

### 宙組主演娘役時期
- 2007年『A/L』（梅田藝術劇場・東京特別・中日劇場）飾演：アニエス・ド・スーピーズ
- 2007年『バレンシアの熱い花／宙FANTASISTA!!』（寶塚大劇場・東京寶塚劇場・全國公演）飾演：イサベラ
- 2008年『Paradise Prince／ダンシング・フォー・ユー』（寶塚大劇場・東京寶塚劇場）飾演：キャサリン
- 2009年『凡爾賽玫瑰外傳－安德烈編－／ダンシング・フォー・ユー』（中日劇場）飾演：マリーズ
- 2009年『薔薇に降る雨／Amour それは…』（寶塚大劇場・東京寶塚劇場）飾演：イヴェット

## 寶塚退團後主要作品

### 電影
- 『劇場版 ミューズの鏡〜マイプリティドール〜』（2012年9月29日、松竹）飾演：向田由美子
- 『投靠女與出走男』（駆込み女と駆出し，2015年5月16日、松竹） 飾演：法秀尼
- 『青春後空翻』（チア☆ダン〜女子高生がチアダンスで全米制覇しちゃったホントの話〜，2017年3月11日、東寶）飾演：大野

## 關聯條目
- 稔幸（入團時星組的主演男役。1985年 - 2001年）

## 腳註
1. ↑  .   [2017年11月16日]. （原始内容存档于2020年9月26日）.
2. ↑  2009年まで。トップ娘役経験者としては4人目。
3. ↑  宙組誕生10周年も兼ねたショー
4. ↑  監修：小林公一『宝塚歌劇100年史　虹の橋 渡り続けて（人物編）』、阪急コミュニケーションズ、2014年4月1日、112頁。ISBN 9784484146010

## 外部連結
- （日語）陽月華SpaceCraft官方網站 （页面存档备份，存于）
- 東京都會電視台網站陽月華簡介TAKARAZUKA ～Cafe Break～今週のゲスト陽月華，存档于Archive.today（存檔日期 20250423）